# Бысенко, Виктор Дмитриевич
Виктор Дмитриевич Бысенко — советский хозяйственный, государственный и политический деятель.

## Биография
Родился в 1933 году в деревне Ланенка. Член КПСС с 1962 года.
Образование высшее (окончил Белорусский политехнический институт, Белорусский институт народного хозяйства имени В. В. Куйбышева и Заочную Высшую партийную школу при ЦК КПСС).
С 1954 года — на хозяйственной, общественной и политической работе.
- В 1954—1967 гг. — инженер-конструктор, ведущий инженер-конструктор, начальник конструкторского бюро Минского автомобильного завода[2].
- В 1967—1971 гг. — заместитель секретаря парткома, секретарь парткома Минского автомобильного завода[2].
- В 1972—1975 гг. — первый секретарь Первомайского райкома Компартии Белоруссии г. Минска[2][3].
- В 1975—1983 гг. — заместитель заведующего отделом, заведующий отделом тяжелой промышленности ЦК КП Белоруссии[2].
- В 1983—1990 гг. — заведующий отделом машиностроения ЦК Компартии Белоруссии[2].

Лауреат Государственной премии СССР (1978).
Избирался депутатом Верховного Совета Белорусской ССР 10-го и 11-го созывов.
Умер в Минске в 1998 году.

## Награды
- Орден Трудового Красного Знамени (17.07.1986)
- Орден Дружбы Народов (31.03.1981)
- Орден «Знак Почёта» (1968)